# Juan García Ábrego
Juan García Ábrego (13 de septiembre de 1944; Condado de Cameron, Texas, Estados Unidos) es un ex-narcotraficante mexicano con presunta nacionalidad estadounidense. Fue jefe del Cártel del Golfo.
Su familia se dedicaba a la agricultura y en ocasiones viajaban a Estados Unidos. El 17 de mayo de 1965, obtiene el certificado de nacimiento estadounidense número 100741-ND, folio 59895. En su fe bautismal, se asentó que García Ábrego había nacido el 13 de septiembre de 1944 en el condado de Cameron, Texas. Hasta 1993 el Departamento de Salud del Estado de Texas notifica al estado de Texas sobre la existencia de un acta de nacimiento mexicana con el nombre de Juan García Ábrego.
Cuando joven, junto a su hermano, inició labores agrícolas que, más adelante, los convertirían en prósperos empresarios. Su tío, Juan Nepomuceno Guerra, dirigió una organización criminal que ingresaba ilegalmente whisky a Estados Unidos desde los años 30´s hasta los años 80´s, época en la que su tío le entregó el manejo de la misma. Mientras dirigió la organización, García Ábrego dejó a un lado el contrabando de licores para introducirla en el narcotráfico importando cocaína desde Colombia para ingresarla a Estados Unidos, aprovechando los contactos que gestó su tío cuando la dirigió. Esta organización, con el paso del tiempo, se fortaleció gracias a este negocio, llegando a ser conocida como un cártel llamado por las autoridades como "Cártel del Golfo".
El 14 de enero de 1996, es detenido en Monterrey con el exnarcotraficante Raúl Enrique Santana por el Primer comandante de la Procuraduría General de la República, Horacio Brunt Acosta, y 14 agentes de Inteligencia, en un rancho y extraditado a Estados Unidos por ser ciudadano estadounidense según el Art. 33 de la Constitución mexicana. En la actualidad está recluido en USP Hazelton, purgando una condena de 11 cadenas perpetuas por delitos contra la salud.